# Darb 1718
Darb 1718 è un centro culturale d'arte contemporanea egiziana, fondato nel novembre 2008 e situato nella zona Fustat della vecchia Il Cairo.

## Lo spazio
Darb 1718 è un'organizzazione no-profit con l'obiettivo dichiarato di essere "un trampolino per promuovere il fiorente movimento d'arte contemporanea in Egitto". Si propone di presentare l'arte contemporanea locale ed internazionale, archiviare le opere d'arte aggiornando un database completo sull'arte in Egitto, Nordafrica e Medio Oriente,  sviluppare l'aspetto educativo attraverso l'offerta di laboratori, progetti e proiezioni di film. 
Il centro coinvolge inoltre la comunità locale Fustat attraverso servizi comunitari e programmi di sviluppo. 

Darb è stata fondata da Moataz Nasr, pittore, scultore, artista che lavora con diversi media, autodefinitosi attivista culturale.